# Vidual
Vidual is een plaats (freguesia) in de Portugese gemeente Pampilhosa da Serra en telt 93 inwoners (2001).